# B0AT1
La protéine B0AT1, dite sodium-dependent neutral amino acid transporter en anglais, est une protéine de la famille des transporteurs SLC (en) (solute carriers). Chez l'homme, elle est codée par le gène SLC6A19, situé sur le chromosome 5. Elle assure la résorption épithéliale sodium-dépendante des acides aminés neutres à travers la membrane apicale du rein et de l'intestin,. Une mutation sur le gène SLC6A19 peut donner la maladie de Hartnup,.
La protéine B0AT1 interagit, pour la stabiliser sur la membrane plasmique, avec l'enzyme de conversion de l'angiotensine 2, ou protéine ACE2, qui intervient dans l'infection des cellules humaines par des coronavirus tels que SARS-CoV-2, responsable du COVID-19 ; la protéine B0AT1 forme un dimère d'hétérodimères avec ACE2, le domaine d'homologie aux collectines d'ACE2 favorisant la dimérisation. ACE2 joue en outre le rôle de protéine chaperon pour B0AT.